# Nông nghiệp Việt Nam thời Nguyễn
Nông nghiệp Việt Nam thời Nguyễn phản ánh chính sách ruộng đất và kết quả hoạt động nông nghiệp của Việt Nam dưới thời nhà Nguyễn khi còn độc lập, từ năm 1802 đến 1884.
Ngay từ cuối thời Tây Sơn, khi làm chủ Nam Bộ, Nguyễn Ánh đã bắt đầu thi hành các chính sách phát triển nông nghiệp vào giữa năm 1789. Các chính sách nông nghiệp này đã khiến việc sản xuất lúa gạo ở vùng Gia Định tăng cao và giúp rất lớn cho việc chiến tranh với Tây Sơn của Nguyễn Ánh, được Trần Trọng Kim và Tạ Chí Đại Trường đánh giá tốt. Từ khi cai trị toàn bộ lãnh thổ Việt Nam, Gia Long và các vị vua kế tục tiếp tục thi hành chính sách phát triển nông nghiệp khá đa dạng.

## Cơ cấu nhà nước và nghi lễ
Triều Nguyễn có những chính sách ưu đãi để phát triển nông nghiệp, như là cấm mua bán ruộng đất công, lập kho Thường bình, Sở Tịch điền, Sở Diễn canh, kho Bình thiếu, Sở Đồn điền, Đàn Tiên nông,...
Cũng nhằm khuyến khích người dân cày ruộng, vua Minh Mạng từng xuống Dụ xem việc khôi phục Lễ tịch điền (nhà vua đích thân xuống ruộng cày) là "thực là chính sự quan trọng của đấng vương giả". Minh Mạng xét lại các nghi thức cử hành đại lễ này dưới các triều đại trước và cho rằng nghi lễ cón quá giản lược, vì thế vào năm 1828, nhà vua giao cho bộ Lễ soạn thảo chu đáo các điển lễ làm thành luật lệ lâu dài, và đại lễ kéo dài 5 ngày được tổ chức hàng năm vào tháng 5 âm lịch. Đến thời vua Tự Đức, nghi lễ được chỉnh sửa cho bớt rườm rà và phù hợp với hoàn cảnh hơn.

## Chính sách ruộng đất
Quy tắc điền thổ truyền thống ở Việt Nam: đất ruộng trong nước đều là của nhà vua kể từ thời nhà Đinh, Tiền Lê, người nông dân nhận ruộng cày cấy và nộp tô thuế cho triều đình. Tuy vậy, trên thực tế những ruộng đất do người dân cày lâu ngày được coi như của riêng, có thể mua bán. Ruộng tư là đất riêng do tư nhân trồng trọt và nộp thuế. Đất này có thể mua bán, cầm cố, có thể thừa kế, nếu triều đình muốn trưng dụng phải trả tiền bồi thường. Ruộng công là đất của công, do triều đình giao cho xã, thôn sử dụng và cấm bán, trừ một vài trường hợp có thể cầm cố trong hạn 3 năm, hết hạn phải lấy lại. Ruộng này cứ 3 năm phân chia lại 1 lần cho dân đế mỗi người đều có một số ruộng tương tự nhau một cách công bằng, cách này gọi là phép quân điền.
Ngay khi mới lên ngôi, vua Gia Long đã phải ra lệnh cấm bán ruộng đất công và quy định chặt chẽ việc cầm cố loại công điền công thổ này để bảo đảm đất cày cho mọi người nông dân. Đạo dụ năm Gia Long thứ 2 (1803) ghi rõ:
"Theo lệ cũ thì công điền công thổ cho dân quân cấp, đem bán riêng là có tội, do đó nhân dân đều được lợi cả. Từ đời Tây Sơn bỏ hết luật cũ, dân gian nhiều người đổi ruộng công làm ruộng tư, cũng có kẻ tạ sự việc công mà cầm bán ruộng đất công... Phàm xã dân có công điền công thổ đều không được mua bán riêng, làm trái là có tội. Ai mua nhầm thì mất tiền..."
Cũng trong năm 1803, Gia Long cho tiến hành một đợt đo đạc ruộng đất lớn để lập địa bạ các xã. Qua nhiều lần làm đi làm lại, tới năm 1820 Bộ Hộ chính thức báo cáo tổng diện tích ruộng đất trong cả nước là 3.076.300 mẫu và 26.750 khoảnh. Đến thời Minh Mạng, sau đợt đo đạc năm 1836, Bộ Hộ đưa ra số ruộng đất thực canh là 4.063.892 mẫu, trong đó tổng diện tích ruộng là 3.396.584 mẫu (gồm 2.816.221 mẫu ruộng tư và 580.363 mẫu ruộng công).
Trong đình thần có ý kiến tịch thu ruộng đất bị chiếm trong thời loạn để phân cấp cho dân nghèo nhưng vua Gia Long cho rằng phép này khó thực hiện, và cũng không thể xóa bỏ ruộng đất công của làng xã nên Gia Long và Minh Mạng tìm giải pháp trong chế độ quân điền.
Năm 1804, Gia Long ra lệnh chỉ tịch thu những ruộng đất của quan lại triều Tây Sơn và ruộng trang trại riêng của Tây Sơn làm quan điền. Tất cả mọi người đều được chia ruộng công ở xã, trừ các quý tộc vương tôn được cấp 18 phần, quan lại nhất phẩm được 15 phần, tuần tự xuống dân nghèo được 3 . Tới thời Minh Mạng định lại phép quân cấp ruộng khẩu phần, quan lại, binh lính, công tượng (thợ làm quan xưởng) cùng các hạng dân đinh, không kể phẩm trật cao thấp đều được hưởng một phần khẩu phân nhưng quan lại, cường hào cũng giành được những phần tốt hơn; người già, người tàn tật thì được nửa phần, cô nhi, quả phụ được 1/3.
Tuy vậy, chế độ quân điền không có tác dụng đáng kể vì nhân dân vẫn theo tục lệ của từng làng, dân nghèo vẫn không có ruộng đất. Năm 1838, vùng Bình Định – Phú Yên ruộng công chỉ có 5000 mẫu, còn ruộng tư 17000 mẫu đều nằm trong tay cường hào địa chủ. Do đó Tổng đốc Bình – Phú là Vũ Xuân Cẩn kiến nghị định hạn ruộng tư 5 mẫu, còn lại lấy ra làm ruộng công hết để chia cho dân nghèo làm ruộng lương, ruộng khẩu phần. Ban đầu Minh Mạng không chấp nhận nhưng sau đó do tình hình bức bách nên hạ lệnh sung công một nửa số ruộng tư, mang chia cho dân theo phép quân điền. Song, thực tế là khi thi hành việc này, chỗ ruộng công mới được sung, chỗ nào màu mỡ thì cường hào và hương lý chiếm, nhân dân không có được bao nhiêu. Sang thời Tự Đức vẫn diễn ra tình trạng này, triều đình tỏ ra bất lực.

## Việc khai hoang và phục hóa
Từ khi mới làm chủ Nam Bộ trong thời chiến tranh với Tây Sơn, Nguyễn Ánh đã bắt đầu cho thi hành việc khuyến khích sản xuất nông nghiệp, không bỏ hoang hóa đất đai. Tới khi thành lập, triều đình nhà Nguyễn quan tâm nhiều tới việc khai hoang, phục hóa, tiến hành nhiều chính sách khai khẩn hoang khác nhau. Trong những năm chiến tranh, ruộng đất bị bỏ hoang rất nhiều. Khi mới lên ngôi, năm 1802-1803, Gia Long đã lệnh cho các quan lại khuyến khích nhân dân và quân sĩ phục hóa, nhưng đến năm 1806, nhiều nơi ở Bắc Bộ nhân dân bị đói vẫn đi phiêu tán tới hơn 370 xã, tới năm 1826 có 108 xã, ruộng bỏ hoang 12.700 mẫu. Đến cuối những năm 1830 thời Minh Mạng, ruộng đất bỏ hoang lên tới 1.314.927 mẫu.
Triều đình nhà Nguyễn rất nỗ lực tổ chức khai hoang, lập đồn điền để phát triển nghề nông. Ở Nam Bộ, kế tiếp phong trào khẩn hoang thời nội chiến, người dân đã tự do đến khẩn hoang với tư cách cá nhân hoặc tập thể dưới sự giúp đỡ của triều đình. Sử sách ghi lại tên tuổi người đã có công trong việc đào kênh, vỡ đất trong thời kỳ đầu là Thoại Ngọc Hầu.
Hai vị quan tổ chức khẩn hoang nổi tiếng nhất sau đó là Nguyễn Công Trứ và Nguyễn Tri Phương; trong đó Nguyễn Công Trứ nổi lên vì là tác giả của ba chính sách khẩn hoang lớn: đồn điền, doanh điền và khai khẩn ruộng hoang.
- Đồn điền:

Chính sách này chủ yếu dựa vào việc mộ dân nghèo (cả người Việt và người Hoa), đi cùng với tội phạm và các binh sĩ để thực hiện việc khai khẩn đất hoang. Trong thời gian khẩn hoang số dân này sẽ được quản lý theo cung cách đồn điền không giống như thôn ấp bình thường; sau một khoảng thời gian từ sáu đến mười năm để cuộc sống ổn định thì sẽ chuyển sang hình thức làng xã, ruộng đất do xã quản lý và nộp thuế. Đồn điền xuất hiện nhiều nhất ở vùng Gia Định. Đợt lập đồn điền lớn nhất do Kinh lược sứ Nam Kì là Nguyễn Tri Phương tổ chức vào năm 1853-1854, lập được 21 cơ, 124 ấp phân phối ở cả sáu tỉnh.
- Doanh điền:

Đây là hình thức triều đình và nhân dân cùng kết hợp khai hoang, mới ra đời từ thời Nguyễn theo đề xuất của Tham tán quân vụ Bắc thành Nguyễn Công Trứ.
Chính sách này nhằm di dân để lập ấp mới, bắt đầu thực hiện từ năm 1828 dưới thời vua Minh Mạng. Cách thức được quy định cụ thể như sau: triều đình sẽ bỏ vốn ban đầu và cử ra một quan chức sẽ dứng ra chiêu mộ và chỉ đạo dân chúng đưa đi khai hoang theo hai trường hợp:
1. Số dân mộ được là 50 người đủ một lý, người đứng ra mộ sẽ được ban chức lý trưởng.
2. Số dân mộ được là 30 người đủ một ấp, người đứng ra tuyển một sẽ được ban chức ấp trưởng.

Thời gian sáu tháng ban đầu, triều đình sẽ cấp cho dân chúng đi khai hoang đầy đủ lương thực và phương tiện sản xuất. Từ tháng thứ bảy thì phải tự lo. Triều đình sẽ miễn thuế cho các ấp và lý mới này 3 năm.
Được sự chuẩn y của Minh Mạng, Nguyễn Công Trứ đã tổ chức nhiều đợt khai hoang lập làng lớn, trong đó lớn nhất là việc thành lập 2 huyện mới: huyện Tiền Hải thuộc tỉnh Thái Bình với 18.970 mẫu và 2350 đinh, huyện Kim Sơn tỉnh Ninh Bình với 14.620 mẫu và 1260 đinh. Cũng từ đây xuất hiện hai hình thức tư điền thế nghiệp và tư điền quân cấp.
Tổng Giao Thủy thuộc Nam Định cũng được thành lập theo hình thức này. Về sau, các quan ở Gia Định gồm Trương Minh Giảng, Cao Hữu Dực, Trần Hoàn, Phạm Hữu Chỉnh và Nguyễn Tri Phương cũng bắt chước thực thi chính sách này trên vùng Gia Định đồng thời với chính sách đồn điền trên một quy mô rất lớn và thu được nhiều thành công và hiệu quả, diện tích ruộng đất đã tăng lên rất nhiều. Diện tích ruộng đất thực trưng tăng lên nhiều: năm 1847 là 4.273.013 mẫu.
Chính sách đồng điền và doanh điền được triều đình kèm theo một loạt luật lệ thưởng phạt phân minh để khai thác triệt để đất đã vỡ hoang và ngăn tình trạng bỏ đất nhưng cũng không dứt hẳn được hiện tượng ruộng hoang.
Tuy nói trên toàn diện, ruộng công chiếm không quá 1/5 diện tích canh tác, nhưng phần đất còn lại được phân phối giữa nông dân mà đa số chỉ làm chủ tới 5 mẫu, những người có 100 mẫu trở lên rất ít, mỗi tỉnh chỉ nhiều nhất là dăm ba người.

## Việc trị thủy
Việt Nam thời Nguyễn vẫn là một quốc gia dựa trên căn bản là nông nghiệp. Vấn đề trị thủy càng hệ trọng hơn nữa do các con sông lớn không có thủy chế điều hòa. Đối với nạn nước lụt và nạn triều biển cần phải đắp đê. Từ các triều đại trước đều đã thực hiện. Đến thời nhà Nguyễn cũng vậy, trị thủy và thủy lợi là công việc được quan tâm hàng đầu trong suốt thời gian tồn tại của triều đại này.
Vua Gia Long vừa lên ngôi đã quan tâm đến vấn đề đê điều và cho người tu bổ đê cũ, đắp thêm đê mới. Năm 1809, ông lại cho đặt ra Bắc Thành đê chánh và các chức Tổng lý và Tham lý đê chánh để lo vấn đề đê điều ở các trấn xứ Bắc Kỳ. Tới năm 1828, theo đề nghị của các quan, vua Minh Mạng cho cho tăng cường thêm nhân sự cho nha môn đê chánh nhưng tới 1833 thì bỏ nha này đi để chuyên ủy việc đê điều cho các Đốc biện tại các tỉnh.
Việc đắp đê, sửa chữa và khám xét được quy định tỉ mỉ. Thời Tự Đức nhiều lần đã xác định lại cách thưởng phạt về sự phòng hộ đê và phân định trách nhiệm của các phủ, huyện, tổng, lý sở tại các nơi đê vỡ.
Năm 1809, hệ thống đê điều ở Bắc Thành tổng cộng là 239.933 trượng tương đương 960 km. Đến hết thời Gia Long, hơn 47 km đê điều đã được tu sửa. Và sau 21 năm dưới thời nhà Nguyễn, chiều dài các con đê ở Bắc Kỳ đã tăng lên 303.616 trượng tương đương 1.215 km. Tới cuối thế kỷ 19 thì hệ thống đê này đã dài tới 2.400 km.
Mặc dù triều đình dành rất nhiều quan tâm nhiều tới việc trị thủy như vậy nhưng vấn đề này vẫn không được giải quyết mỹ mãn như mong đợi. Do nhiều nguyên nhân khác nhau, như thiếu sự phối hợp đồng bộ và quy hoạch chung giữa các địa phương, do tác động của môi trường, sinh thái,... các đê đắp lên cứ vỡ liên miên. Đặc biệt là ở sông Hồng, vì đất bồi nên lòng sông giữa hai con đê cao hơn mặt đất, mỗi khi nước lớn thì đê không tài nào cản nổi. Triều đình phân vân trong 3 cách: giữ đê, phá đê và đào thêm sông. Ngay từ thời Minh Mạng, nhà vua đã nhiều lần hội nghị về việc này, khi thì hỏi quan địa phương, lúc lại hỏi đình thần nhưng người thì bàn phá đê, người lại chủ trương đào sông mới, ý kiến bất đồng quá nhiều tới nỗi thời 2 vua Thiệu Trị và Tự Đức phải treo bảng khắp nơi để trưng cầu dân ý.
Năm 1833, theo lệnh nhà vua, vị Tổng đốc Nam Định là Đặng Văn Thiêm đi khám xét đê điều đã tâu lên Minh Mạng chủ trương "...Sửa đắp đê mới hay đê cũ, công trình nặng nhọc, phí tổn công khố cũng nhiều, thế mà khó nói trước có giữ được chắc chắn hay không. Nếu đổi ra làm việc khai sông... như vậy không những bớt được chút phí tổn mà lại có thể phân được thế nước và bớt được sự xô mạnh dồn xuống." Vua Minh Mạng ra lệnh đình chỉ việc đắp đê để chờ xem tình hình ra sao rồi mới bàn định lại. Tuy nhiên năm 1834, vua sai Giám thành Phó sứ là Trương Viết Sùy kiểm tra lại thì ông này cho rằng "không thể bỏ đê được".
Năm 1852, vua Tự Đức lại tiếp tục mở cuộc trưng cầu ý kiến về việc phòng đê ở Bắc Kỳ, các ý kiến lại một lần nữa chia thành 2 phái: giữ đê và bỏ đê. Nhóm chủ trương cứ đắp đê các sông lớn, bỏ đê sông con và sông nhỏ có Nguyễn Duy Cần, Nguyễn Soạn, Nguyễn Văn Tĩnh, Nguyễn Cẩm, Bạch Tự Cường..., nhóm chủ trương giữ đê có Đặng Văn Hòa, Trương Văn Uyển, Ngụy Khắc Tuần, Nguyễn Khắc Hoan, Nguyễn Văn Siêu, Bùi Quỹ... Đến năm 1872, các tỉnh Bắc Kỳ đều điều trần về việc đê điều nhưng vẫn tiếp tục có ý kiến khác nhau. Những bài điều trần này đã được đóng thành từng tập dày như Đê chính tập hay Đê chính tân luận. Do việc bất đồng kéo dài nên triều đình vẫn phải giữ đê mà đê vẫn tiếp tục vỡ.
Sử sách ghi nhận trong hơn 50 năm từ 1802-1858, cả nước có 38 lần mưa bão gây lụt lội lớn, trong đó những lần vỡ đê vào các năm 1803, 1804, 1806, 1819, 1828, 1833, 1840, 1842, 1847, 1856, 1857 làm gần như toàn bộ Bắc Bộ bị lụt, mất mùa và đói kém.

## Sản xuất nông nghiệp
Để bù lại những mất mát do thiên nhiên hay con người gây ra, người nông dân luôn biết tận dụng kinh nghiệm trong việc đồng áng với câu đúc kết chủ đạo của nghề nông: "nhất nước, nhì phân, tam cần, tứ giống". Quy trình sản xuất gồm có: gieo hạt, cày bừa, cấy lúa, làm cỏ, bỏ phân, tát nước…
Việc nhân giống được phát huy, người nông dân đã có được 65 giống lúa tẻ và 27 giống lúa nếp, trong đó có những giống ngắn ngày chỉ còn 3-4 tháng (tính từ khi cấy đến khi gặt thì ngắn hơn, chỉ hơn 40 ngày, gọi là lúa câu). Điểm hạn chế là trong khi tạo ra được nhiều giống múa mới cho gạo thơm, dẻo ngon thì người nông dân lại không có biện pháp tăng năng suất lúa.
Ngoài lúa, người nông dân còn canh tác thêm nhiều loại cây lương thực như khoai, sắn, ngô, kê, bo bo, đậu... Kinh tế vườn rất phát triển, đặc biệt là ở Nam Bộ. Hàng loạt cây rau, củ, bí bầu, hoa quả được trồng trọt, trong đó có một số giống nhập khẩu như cà phê, nho, hồ tiêu, đậu Hà Lan...

## Việc cứu đói
Mỗi khi mất mùa vì lụt lội hay hạn hán, giá gạo lên cao gây khó khăn về lương thực. Nạn thiếu ăn thường hoành hành tại các tỉnh nghèo nhất mà lại hay gặp thiên tai như Nghệ An. Người dân bị đói tràn khắp vùng thôn quê, tụ họp nhau đi cướp và những người chống triều đình lợi dụng sự bất mãn của những đoàn dân đói này để xách động nổi loạn như ở Thanh Hóa và Nghệ An năm 1819.
Mỗi khi mất mùa, chính phủ phải áp dụng những biện pháp khẩn cấp để cứu đói, thường là chẩn cấp. Để có phương tiện thực hiện cứu trợ khẩn cấp, triều đình thiết lập các kho lương trữ lúa cho việc cứu tế được gọi là Bình Chuẩn Thương, người nghèo túng có thể mua gạo giá rẻ hơn bình thường và không giới hạn, từ 1, 2 phương tới cả thưng, đấu, bát.
Ngoài ra triều Nguyễn còn lập ra Nghĩa Thương là những kho trữ lúa ở các tỉnh và phủ, huyện. Những khi đói kém thì các kho này được mở ra để phát chẩn cho dân nghèo. Triều Nguyễn cũng cho tổ chức Xã Thương rất nhiều dưới thời vua Tự Đức, khi gạo đắt thì bán ra, khi gạo rẻ thì đong lại để lưu trữ, có thể cho vay, thu lợi bao nhiêu dùng để cấp dưỡng binh đinh và giúp kẻ nghèo khó.
Thời Minh Mạng triều đình cũng bắt quan lại các tỉnh phải xuất lúa giống ở kho cho dân nghèo vay để làm mùa sau, nhằm làm cho nông nghiệp không bị đình trệ và việc mất mùa không ảnh hưởng nhiều sang các năm sau.
Dù cho các biện pháp cứu tế này làm công quỹ hao hụt không ít nhưng chúng chỉ có thể ngăn cản nạn đói khỏi lan rộng trong một thời gian ngắn, ngăn sự tăng giá của lương thực nhưng chỉ là những liều thuốc cấp thời, không thể ngăn chặn một cách dứt khoát sự thiếu hụt lương thực. Ngoài ra việc quan lại địa phương tham nhũng cũng làm giảm hiệu năng của các biện pháp này. Triều đình phải liên tiếp ban hành các đạo dụ để nghiêm trị.
Để làm nhẹ bớt sự khổ cực của người nông dân, triều Nguyễn cho áp dụng chính sách giảm hay miễn thuế cho những tỉnh bị nạn. Riêng với các tỉnh bị thiệt hại nặng, nhà vua cho miễn luôn tất cả các khoản thuế còn thiếu ở những năm trước. Năm 1841, vua Thiệu Trị cho dân Hưng Yên được miễn số thuế là 23.385 quan và 83.162 hộc lúa.

## Nhận định
Về chính sách khai hoang, theo quan điểm cũ của các tác giả Việt Nam Dân chủ Cộng hòa thì:"Chính sách khai hoang của họ Nguyễn trong giai đoạn sau này là nhằm làm giàu cho giai cấp địa chủ và củng cố cơ sở xã hội của chính quyền. Do khẩn hoang và cướp đoạt, tại vùng đất phía Nam đã hình thành một tầng lớp đại địa chủ giàu có, tập trung trong tay rất nhiều ruộng đất. Tầng lớp đại địa chủ đó là chỗ dựa trung thành của chính quyền họ Nguyễn...".
Về sau, quan điểm của các sử gia Việt Nam có thay đổi. Nhà nghiên cứu Nguyễn Đình Đầu cho rằng việc xuất hiện của các đại điền chủ ở phía Nam sản xuất lúa gạo đại trà, bứt phá khỏi cảnh sản xuất manh mún nhỏ lẻ thì đó là mặt đổi mới cực kỳ tích cực và rất đáng ngợi khen.
Nông nghiệp Việt Nam thời Nguyễn khá phong phú, đa dạng, góp phần tạo nên tình trạng ổn định trong đời sống xã hội, tuy nhiên vẫn không vượt khỏi phương thức sản xuất cổ truyền.